# Remo en los Juegos Olímpicos
El remo en los Juegos Olímpicos se realiza desde la edición de París 1900. Tras el Campeonato Mundial, es la máxima competición internacional de este deporte. Es organizado por el Comité Olímpico Internacional (COI), junto con la Federación Internacional de Sociedades de Remo (FISA). Las competiciones femeninas fueron disputadas por primera vez en Montreal 1976.

## Pruebas
En los Juegos de París 2024 se disputaron 14 pruebas (7 masculinas y 7 femeninas) de remo.
- Scull individual (M1X y W1X)
- Doble scull (M2X y W2X)
- Cuatro scull (M4X y W4X)
- Dos sin timonel (M2- y W2-)
- Cuatro sin timonel (M4- y W4-)
- Ocho con timonel (M8+ y W8+)
- Doble scull ligero (LM2X y LW2X)

## Ediciones
| Núm.   | Año  | Sede                         | Instalación                                      |
| ------ | ---- | ---------------------------- | ------------------------------------------------ |
| I      | 1900 | París ( Francia)             | Río Sena                                         |
| II     | 1904 | San Luis ( Estados Unidos)   | Lago Creve Coeur                                 |
| III    | 1908 | Londres ( Reino Unido)       | Real Regata de Henley                            |
| IV     | 1912 | Estocolmo ( Suecia)          | Djurgårdsbrunnsviken                             |
| V      | 1920 | Amberes ( Bélgica)           | Gran Canal                                       |
| VI     | 1924 | Argenteuil ( Francia)        | Río Sena                                         |
| VII    | 1928 | Ámsterdam ( Países Bajos)    | Canal de Sloten                                  |
| VIII   | 1932 | Long Beach ( Estados Unidos) | Long Beach Marine Stadium                        |
| IX     | 1936 | Berlín ( Alemania)           | Canal de Regatas de Grünau                       |
| X      | 1948 | Londres ( Reino Unido)       | Real Regata de Henley                            |
| XI     | 1952 | Helsinki ( Finlandia)        | Seurasaarenselkä                                 |
| XII    | 1956 | Ballarat ( Australia)        | Lago Wendouree                                   |
| XIII   | 1960 | Roma ( Italia)               | Lago Albano                                      |
| XIV    | 1964 | Tokio ( Japón)               | Canal de Remo Toda                               |
| XV     | 1968 | Ciudad de México ( México)   | Pista Olímpica de Remo y Canotaje Virgilio Uribe |
| XVI    | 1972 | Múnich ( RFA)                | Canal de Regatas de Oberschleißheim              |
| XVII   | 1976 | Montreal ( Canadá)           | Île Notre-Dame                                   |
| XVIII  | 1980 | Moscú ( URSS)                | Canal de Krylatskoye                             |
| XIX    | 1984 | Oak View ( Estados Unidos)   | Lago Casitas                                     |
| XX     | 1988 | Seúl ( Corea del Sur)        | Río Han                                          |
| XXI    | 1992 | Bañolas ( España)            | Lago de Bañolas                                  |
| XXII   | 1996 | Atlanta ( Estados Unidos)    | Lago Lanier                                      |
| XXIII  | 2000 | Sídney ( Australia)          | Centro de Regatas Internacional de Sídney        |
| XXIV   | 2004 | Atenas ( Grecia)             | Centro Olímpico de Remo y Piragüismo de Schinias |
| XXV    | 2008 | Pekín ( China)               | Parque Olímpico de Shunyi                        |
| XXVI   | 2012 | Londres ( Reino Unido)       | Lago de Dorney                                   |
| XXVII  | 2016 | Río de Janeiro ( Brasil)     | Laguna Rodrigo de Freitas                        |
| XXVIII | 2020 | Tokio ( Japón)               | Canal Sea Forest                                 |
| XXIX   | 2024 | Vaires-sur-Marne ( Francia)  | Estadio Náutico de Vaires-sur-Marne              |

## Medallero
- Actualizado a París 2024.

| Núm. | País                           | Oro | Plata | Bronce | Total |
| ---- | ------------------------------ | --- | ----- | ------ | ----- |
| 1    | Alemania                       | 65  | 31    | 30     | 126   |
| 2    | Estados Unidos                 | 34  | 32    | 25     | 91    |
| 3    | Reino Unido                    | 34  | 27    | 17     | 78    |
| 4    | Rumania                        | 22  | 15    | 9      | 46    |
| 5    | Nueva Zelanda                  | 15  | 7     | 11     | 33    |
| 6    | Rusia                          | 13  | 22    | 14     | 49    |
| 7    | Australia                      | 13  | 15    | 17     | 45    |
| 8    | Países Bajos                   | 12  | 17    | 15     | 44    |
| 9    | Italia                         | 11  | 16    | 16     | 43    |
| 10   | Canadá                         | 10  | 18    | 16     | 44    |
| 11   | Francia                        | 8   | 15    | 13     | 36    |
| 12   | Suiza                          | 7   | 8     | 10     | 25    |
| 13   | Dinamarca                      | 7   | 5     | 13     | 25    |
| 14   | Polonia                        | 4   | 4     | 12     | 20    |
| 15   | Noruega                        | 3   | 7     | 8      | 18    |
| 16   | República Checa                | 3   | 5     | 8      | 16    |
| 17   | Bulgaria                       | 3   | 4     | 7      | 14    |
| 18   | Croacia                        | 3   | 3     | 2      | 8     |
| 19   | Finlandia                      | 3   | 1     | 3      | 7     |
| 20   | República Popular China        | 2   | 4     | 6      | 12    |
| 21   | Bielorrusia                    | 2   | 1     | 4      | 7     |
| 22   | Irlanda                        | 2   | 1     | 2      | 5     |
| 23   | Grecia                         | 1   | 1     | 4      | 6     |
| 24   | Eslovenia                      | 1   | 1     | 3      | 5     |
| 24   | Yugoslavia                     | 1   | 1     | 3      | 5     |
| 26   | Argentina                      | 1   | 1     | 2      | 4     |
| 27   | Sudáfrica                      | 1   | 1     | 1      | 3     |
| 27   | Ucrania                        | 1   | 1     | 1      | 3     |
| 29   | Bélgica                        | 0   | 6     | 2      | 8     |
| 30   | Austria                        | 0   | 3     | 3      | 6     |
| 31   | Estonia                        | 0   | 2     | 1      | 3     |
| 32   | Suecia                         | 0   | 2     | 0      | 2     |
| 33   | Lituania                       | 0   | 1     | 3      | 4     |
| 33   | Uruguay                        | 0   | 1     | 3      | 4     |
| 35   | Hungría                        | 0   | 1     | 2      | 3     |
| 36   | Atletas Individuales Neutrales | 0   | 1     | 0      | 1     |
| 36   | España                         | 0   | 1     | 0      | 1     |
|      | TOTAL                          | 282 | 282   | 286    | 850   |

1. ↑  Incluye las medallas obtenidas por el Equipo Alemán Unificado, la RFA y la RDA entre 1949 y 1990.
2. ↑  Incluye las medallas obtenidas por la Unión Soviética, el Equipo Unificado y ROC.
3. ↑  Incluye las medallas obtenidas por Checoslovaquia.